# Kaj Birket-Smith

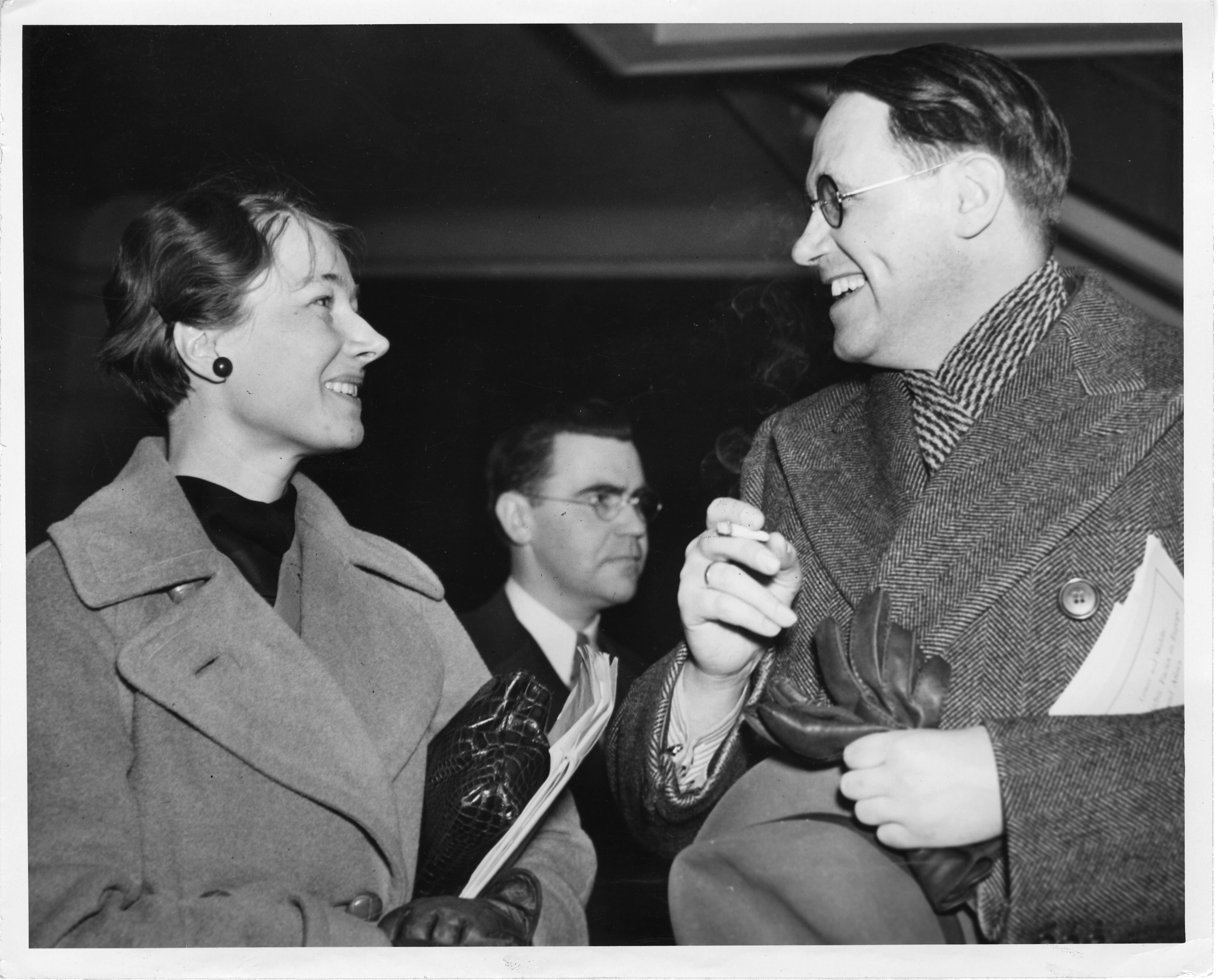
Die Anthropologin Frederica de Laguna während eines Symposiums 1937 zusammen mit Kaj Birket-Smith (rechts)

Kaj Birket-Smith (* 20. Januar 1893 in Kopenhagen; † 28. Oktober 1977 in Liselund, Vodskov bei Aalborg) war ein dänischer Geograph und Ethnologe.

## Leben
Birket-Smith wirkte vor allem als Ethnologe und war Spezialist der Inuit- und Eyak-Kulturen. 1921 nahm er an Knud Rasmussen Fünfter Thule-Expedition teil. 1940 wurde er Direktor des Ethnographischen Departementes des Dänischen Nationalmuseums, wo er schon seit 1929 arbeitete. Er untersuchte die Verbreitung der Kultur der Rentierzüchter.

## Ehrungen
Birket-Smith gewann die Hans-Egede-Medaille der Geographischen Gesellschaft Dänemarks, die Huxley-Medaille des Royal Anthropological Institute sowie den Loubat Prize. Er gehörte zahlreichen Akademien und wissenschaftlichen Gesellschaften an, unter anderem der Königlich Dänischen Akademie der Wissenschaften, der Norwegischen Akademie der Wissenschaften, der Kungliga Vitterhets Historie och Antikvitets Akademien, der Finnischen Akademie der Wissenschaften und der Kungliga Vetenskaps- och Vitterhetssamhället i Göteborg. Die Universität Basel, die Universität Uppsala und die University of Pennsylvania zeichneten ihn mit der Ehrendoktorwürde aus. Er war Ritter (1939) und Kommandeur (1963) des Danebrogordens.